# Bozoum
Bozoum is een stad in het westen van de Centraal-Afrikaanse Republiek, en tevens de hoofdstad van het prefectuur Ouham-Pendé. De stad ligt vlak bij de rivier de Ouham.